# 新生児の奇蹟
『新生児の奇蹟』（しんせいじのきせき、伊: Miracolo del neotato、英: The Miracle of the Newborn Child）は、イタリア・ルネサンスのヴェネツィア派の巨匠ティツィアーノ・ヴェチェッリオが1511年に制作したフレスコ画で、パドヴァの守護聖人聖アントニオの起こした奇蹟を主題としている。記録に登場するティツィアーノの最初の作品であり、また数少ない彼のフレスコ画の1つである。ティツィアーノはジョルジョーネに協力して制作したドイツ人商館のフレスコ装飾で一躍名声を得たが、本作は彼に初めて単独で注文された大規模な仕事であった。この絵画は、画家がパドヴァのスクオーラ・デル・サントで描いた3点のフレスコ画のうちの1点である。

## 背景

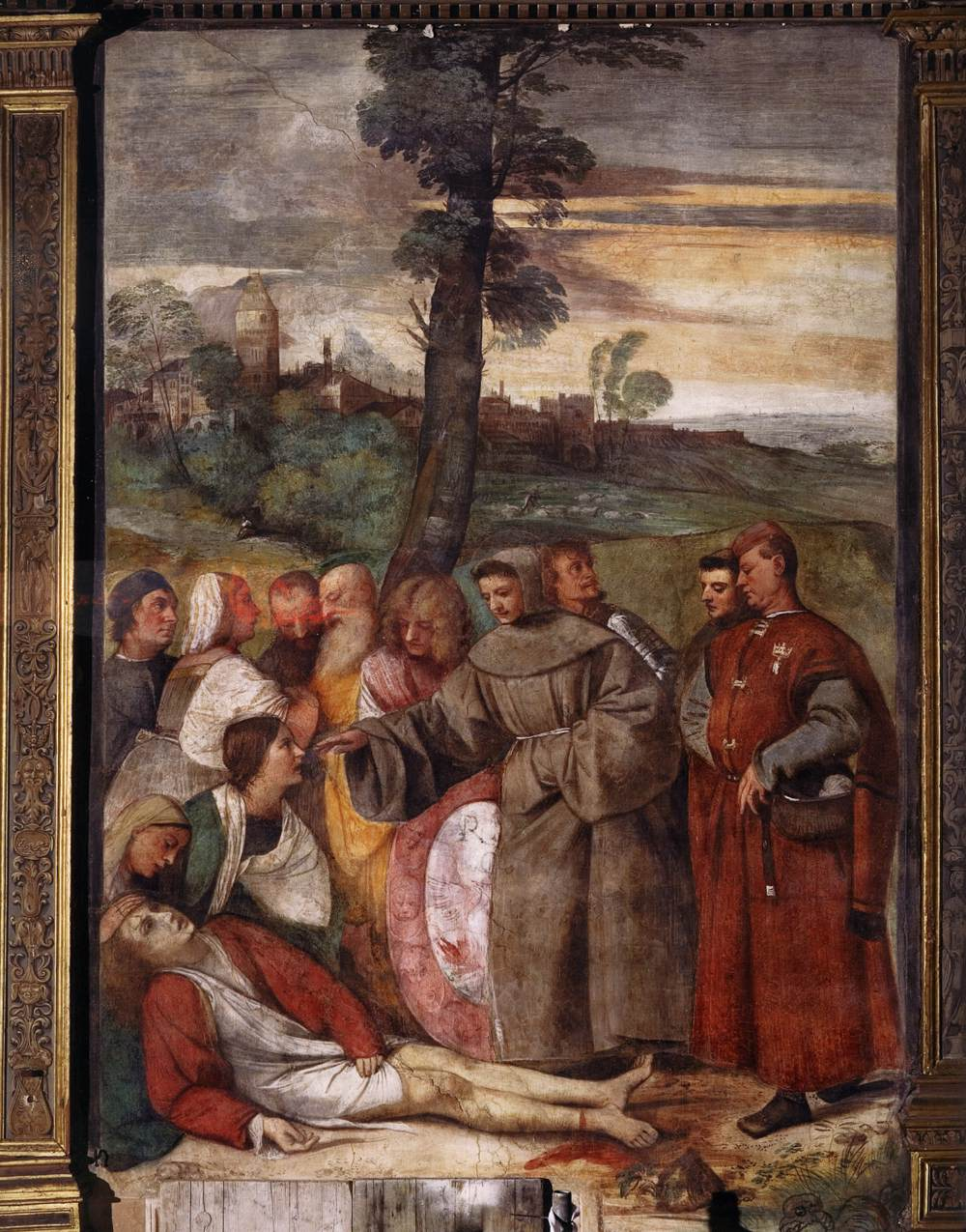
ティツィアーノ『若者の足の傷を癒す聖者』

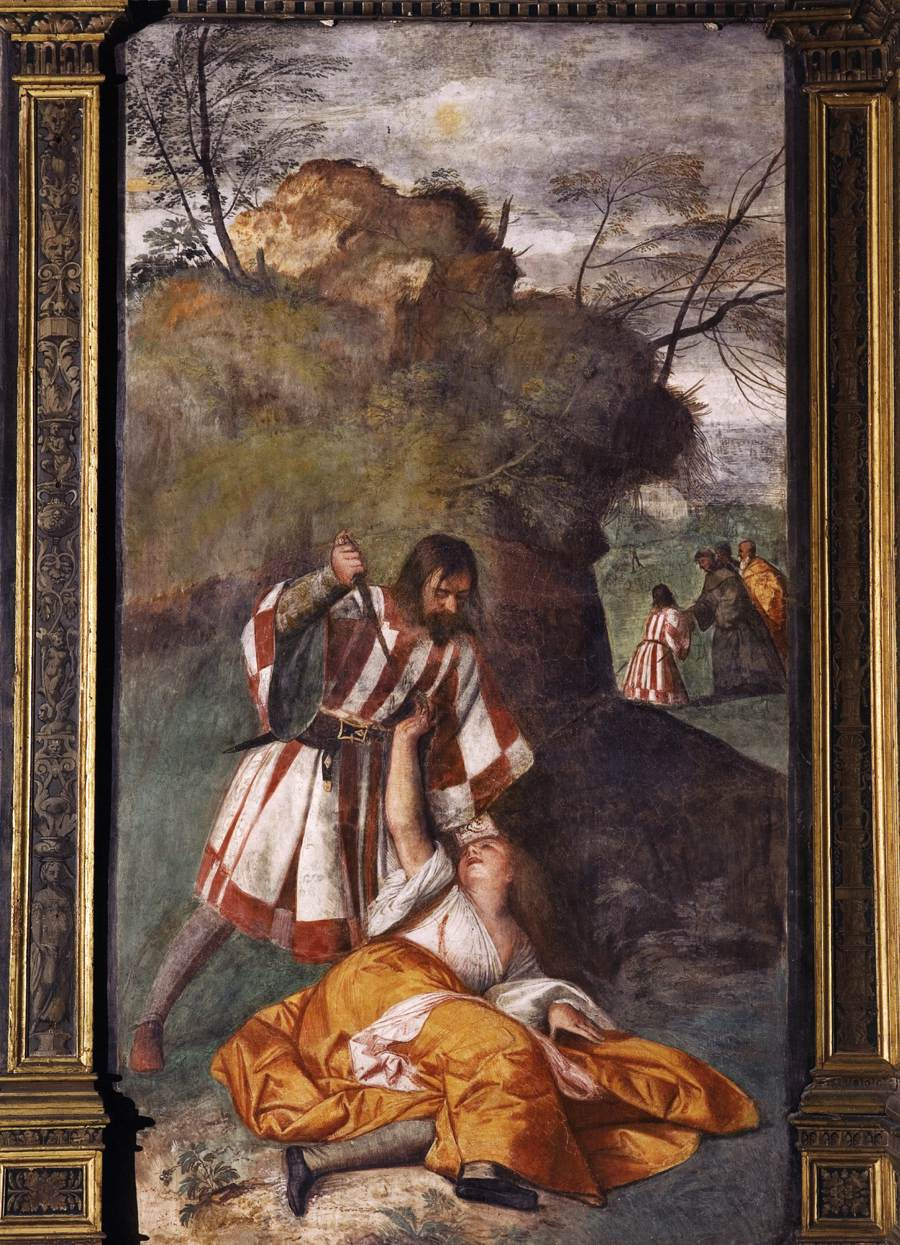
ティツィアーノ『嫉妬した夫にあやめられた女とその蘇生』

1510年12月1日にスクオーラ・デル・サント (聖アントニオ同心会) の会計簿に初めてティツィアーノの名が現れるが、ここでの3点のフレスコ画制作に着手したのは翌年の1511年4月23日で、同年12月2日に最後の支払いを受けている。3点のうち最大の本作が最初に仕上げられ、続いて『若者の足の傷を癒す聖者』、最後に『嫉妬した夫にあやめられた女とその蘇生』が描かれた。なお、本作が最後に完成されたとする意見もある。

## 作品
主題はパドヴァの聖アントニオの起こした奇蹟である。夫 (右側の黒い服の男) から不義を疑われた妻 (その右) が聖アントニオ (中央) によって奇蹟的に口を利く力を与えられた新生児の証言により疑いを解かれるという物語が描かれている。
画面は中央にある壁の縁の垂直線によって左右に2分割され、左側に壁龕と古代彫刻のある建築物、右側には明るい風景がある。画面はまた、前景の人物像の頭部により水平に2分割されている (少し早い時代のジェンティーレ・ベッリーニやヴィットーレ・カルパッチョの物語画を想起させる)。すなわち、この絵画はほぼ等面積の4区画に分割された構図を持っている。
画面上方左側には、古代ローマの皇帝像 (ラヴェンナのアウグストゥスの浮彫やアンコーナの凱旋門のトラヤヌス像をモデルにしたとする説もある) があるが、こういう肖像はエルヴィン・パノフスキーがいうように、ローマ帝国のあらゆる法廷に置かれていた。この皇帝像を置くことによって、ティツィアーノは本作の基本となるテーマを確立している。すなわち、古代の異教徒の支配者と中世のキリスト教の聖人アントニオという2つの異なる世界の人物が示されており、皇帝像はその右上の十字架と対比されて、異教世界がキリスト教の真実に屈したことが暗示されている。
描かれている人物のタイプは、当世風なことや服装がジョルジョーネ風の世界を追憶させる。しかし、ティツィアーノの人物像は、ジョルジョーネにはないリアリティと動作の機敏さ、雄弁な視線の交差を示しており、人体のフォルムはある種の幾何学的な単純さによって引き締まったものとなっている。人物群はやや半円形をなして並んでいるが、それぞれの人物はポーズや身振り、向きなどの違いによって特徴づけられている。
ティツィアーノはスクオーラ・デル・サントのフレスコ画において、同じパドヴァのスクロヴェーニ礼拝堂にジョット・ディ・ボンドーネが描いたフレスコ画に感化されている。ジョットの影響はティツィアーノのフレスコ画に見られる劇的な説話性や単純明快で凝縮された人体のフォルムに見て取れるが、それはまた画家の柔軟きわまりない吸収力の証でもある。
本作には、劇的演出の雄弁さ、人物像のリアリティ、明暗と色面の有機的な調和、筆触の流動性とスピード感 (特に背景の描写に著しく見られる) などティツィアーノ芸術の本質をなすあらゆる要素がすでに出そろっている。